# 16a etapa del Tour de França de 2015
La 16a etapa del Tour de França de 2015 es disputà el dilluns 20 de juliol de 2015 sobre un recorregut de 203 km entre les viles franceses de Bourg-de-Péage i Gap.
L'etapa fou guanyada per l'alacantí Rubén Plaza (Lampre-Merida), que es presentà en solitari a l'arribada a Gap després de formar part de l'escapada del dia i atacar en l'ascensió al coll de Manse. Peter Sagan (Team Tinkoff-Saxo) finalitzà segon, mentre Jarlinson Pantano (IAM Cycling) acabà en tercera posició. En la classificació general destacaren els 28" que recuperà Vincenzo Nibali (Astana Qazaqstan Team), després d'atacar en el darrer tram d'ascensió i en el descens.

## Recorregut

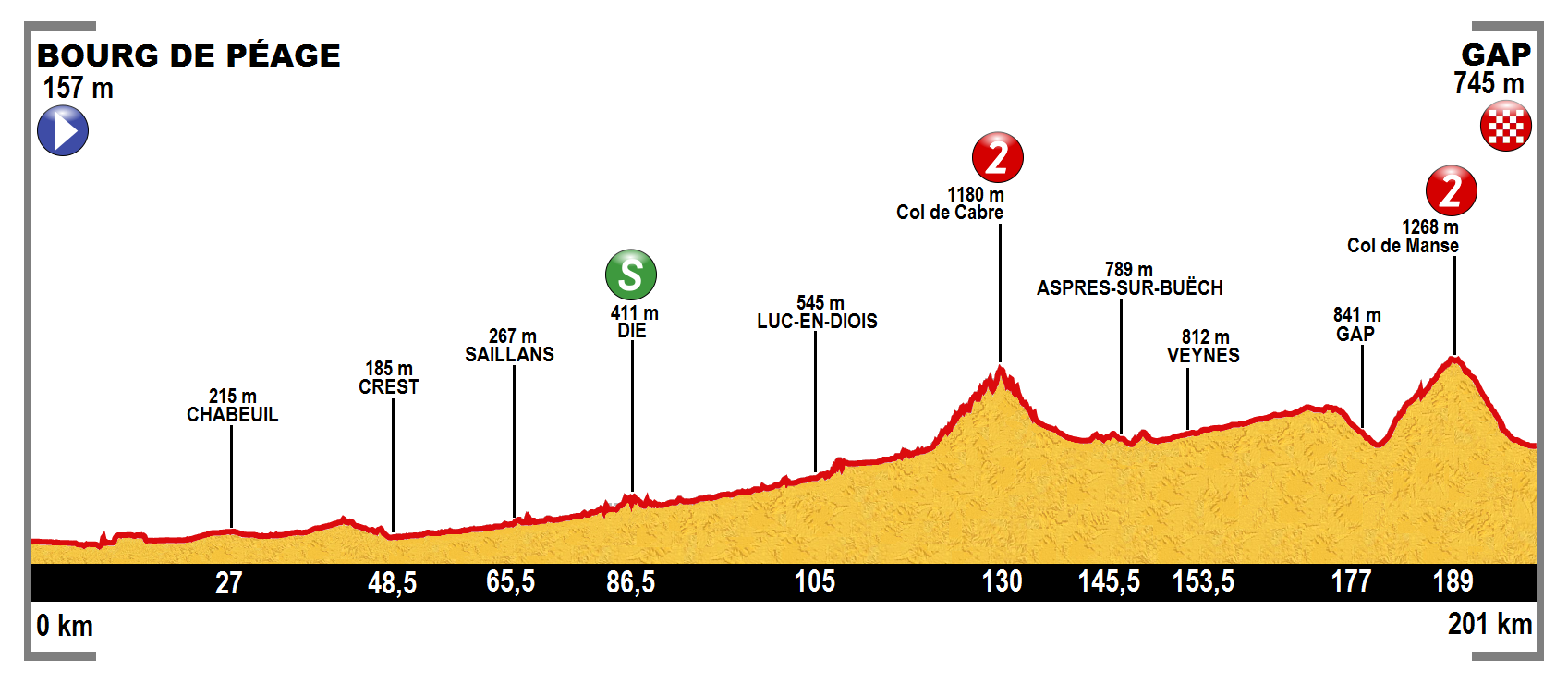
Recorregut de la 16a etapa

Etapa de mitja muntanya a través dels departaments del Droma i els Alts Alps en el dia previ a la segona jornada de descans. La sortida és a Bourg-de-Péage, a 157 msnm i els primers 50 quilòmetres són més aviat plans. A partir de Creis el recorregut comença a tenir tendència ascendent, primer de manera suau, per a partir de Beaurières iniciar l'ascensió al coll de Cabre, de segona categoria (9,1 km al 4,6%) i que es corona a 1.180 msnm al km 130. Abans, a Dia (km 86,5), hi ha l'esprint del dia. El descens del port durà a un nou fals pla i a un primer pas per Gap, on es fa un bucle per pujar el coll de Manse, també de segona, amb 8,9 km d'ascensió al 5,6%, i que es corona a tan sols 12 km per l'arribada.

## Desenvolupament de l'etapa
Només començar l'etapa es formà una nombrosa escapada instigada per Peter Sagan. Fins a 29 ciclistes van participar d'aquesta escapada inicial, que cap al quilòmetre 15 es va dividir en dos grups de 12 corredors. Permesa pel gran grup, els escapats van anar ampliant les diferències. Sagan passà en primera posició per l'esprint de Dia, consolidant d'aquesta manera el seu liderat en la classificació per punts. Cap al quilòmetre 105 els dos grups d'escapats es van unir i al pas pel cim del coll de Cabre disposaven de més de 13' sobre un gran grup que deixava fer. Poc després Adam Hansen intentà escapar-se al capdavant i Marco Haller es mantingué durant uns quilòmetres al capdavant de la cursa, però finalment foren neutralitzats en l'ascensió al coll de Manse. En aquest punt Rubén Plaza sorprengué la resta de companys i llançant un dur atac marxà en solitari cap al cim, que coronà amb un minut sobre Sagan. Un ràpid i perillós descens el dugué a la línia d'arribada de Gap, guanyant la seva primera etapa al Tour amb mig minut sobre un Sagan que, tot i intentar-ho, quedà segon novament en una etapa d'aquesta edició. En la lluita pel mallot groc Alberto Contador i Vincenzo Nibali foren els més actius en l'ascensió final. En un atac a manca de dos quilòmetres del cim del coll de Manse Nibali deixà enrere la resta de rivals i es presentà a Gap amb 27" respecte a la resta de favorits.

## Resultats

### Classificació de l'etapa
|    | Ciclista                   | Equip               | Temps      |
| -- | -------------------------- | ------------------- | ---------- |
| 1  | Rubén Plaza (ESP)          | Lampre-Merida       | 4h 30' 10" |
| 2  | Peter Sagan (SVK)          | Team Tinkoff-Saxo   | + 30"      |
| 3  | Jarlinson Pantano (COL)    | IAM Cycling         | + 36"      |
| 4  | Simon Geschke (GER)        | Team Giant-Alpecin  | + 40"      |
| 5  | Bob Jungels (LUX)          | Trek Factory Racing | + 40"      |
| 6  | Christophe Riblon (FRA)    | AG2R La Mondiale    | + 40"      |
| 7  | Daniel Teklehaimanot (ERI) | MTN Qhubeka         | + 53"      |
| 8  | Thomas de Gendt (BEL)      | Lotto Soudal        | + 1' 00"   |
| 9  | Luis Ángel Maté (ESP)      | Cofidis             | + 1' 22"   |
| 10 | Thomas Voeckler (FRA)      | Team Europcar       | + 1' 22"   |

### Punts atribuïts
| 1r  | Peter Sagan (SVK)       | Team Tinkoff-Saxo            | 20 pts |
| 2n  | Thomas De Gendt (BEL)   | Lotto Soudal                 | 17 pts |
| 3r  | Bob Jungels (LUX)       | Trek Factory Racing          | 15 pts |
| 4t  | Marco Haller (AUT)      | Team Katusha                 | 13 pts |
| 5è  | Pierrick Fédrigo (FRA)  | Bretagne-Séché Environnement | 11 pts |
| 6è  | Nélson Oliveira (POR)   | Lampre-Merida                | 10 pts |
| 7è  | Daniel Navarro (ESP)    | Cofidis                      | 9 pts  |
| 8è  | Christophe Riblon (FRA) | AG2R La Mondiale             | 8 pts  |
| 9è  | Simon Geschke (GER)     | Team Giant-Alpecin           | 7 pts  |
| 10è | Serge Pauwels (BEL)     | MTN Qhubeka                  | 6 pts  |
| 11è | Andriy Grivko (UKR)     | Astana Qazaqstan Team        | 5 pts  |
| 12è | Rubén Plaza (ESP)       | Lampre-Merida                | 4 pts  |
| 13è | Thomas Voeckler (FRA)   | Team Europcar                | 3 pts  |
| 14è | Adam Hansen (AUS)       | Lotto Soudal                 | 2 pts  |
| 15è | Michał Gołaś (POL)      | Etixx-Quick Step             | 1 pt   |

| 1r  | Rubén Plaza (ESP)          | Lampre-Merida                | 30 pts |
| 2n  | Peter Sagan (SVK)          | Team Tinkoff-Saxo            | 25 pts |
| 3r  | Jarlinson Pantano (COL)    | IAM Cycling                  | 22 pts |
| 4t  | Simon Geschke (GER)        | Team Giant-Alpecin           | 19 pts |
| 5è  | Bob Jungels (LUX)          | Trek Factory Racing          | 17 pts |
| 6è  | Christophe Riblon (FRA)    | AG2R La Mondiale             | 15 pts |
| 7è  | Daniel Teklehaimanot (ERI) | MTN Qhubeka                  | 13 pts |
| 8è  | Thomas De Gendt (BEL)      | Lotto Soudal                 | 11 pts |
| 9è  | Luis Ángel Maté (ESP)      | Cofidis                      | 9 pts  |
| 10è | Thomas Voeckler (FRA)      | Team Europcar                | 7 pts  |
| 11è | Pierrick Fédrigo (FRA)     | Bretagne-Séché Environnement | 6 pts  |
| 12è | Andriy Grivko (UKR)        | Astana Qazaqstan Team        | 5 pts  |
| 13è | Serge Pauwels (BEL)        | MTN Qhubeka                  | 4 pts  |
| 14è | Michał Gołaś (POL)         | Etixx-Quick Step             | 3 pts  |
| 15è | Imanol Erviti (ESP)        | Movistar Team                | 2 pt   |

### Ports de muntanya
| 1r | Serge Pauwels (BEL)        | MTN Qhubeka  | 5 pts |
| 2n | Thomas De Gendt (BEL)      | Lotto Soudal | 3 pts |
| 3r | Edvald Boasson Hagen (NOR) | MTN Qhubeka  | 2 pts |
| 4t | Marco Haller (AUT)         | Team Katusha | 1 pt  |

| 1r | Rubén Plaza (ESP)       | Lampre-Merida      | 5 pts |
| 2n | Peter Sagan (SVK)       | Team Tinkoff-Saxo  | 3 pts |
| 3r | Simon Geschke (GER)     | Team Giant-Alpecin | 2 pts |
| 4t | Jarlinson Pantano (COL) | IAM Cycling        | 1 pt  |

## Classificacions a la fi de l'etapa

### Classificació general
|    | Ciclista                 | Equip                 | Temps       |
| -- | ------------------------ | --------------------- | ----------- |
| 1  | Chris Froome (GBR)       | Team Sky              | 64h 47' 16" |
| 2  | Nairo Quintana (COL)     | Movistar Team         | + 3' 10"    |
| 3  | Tejay van Garderen (USA) | BMC Racing Team       | + 3' 32"    |
| 4  | Alejandro Valverde (ESP) | Movistar Team         | + 4' 02"    |
| 5  | Alberto Contador (ESP)   | Team Tinkoff-Saxo     | + 4' 23"    |
| 6  | Geraint Thomas (GBR)     | Team Sky              | + 5' 32"    |
| 7  | Robert Gesink (NED)      | Team LottoNL-Jumbo    | + 6' 23"    |
| 8  | Vincenzo Nibali (ITA)    | Astana Qazaqstan Team | + 7' 49"    |
| 9  | Bauke Mollema (NED)      | Trek Factory Racing   | + 8' 53"    |
| 10 | Warren Barguil (FRA)     | Team Giant-Alpecin    | + 11' 03"   |

### Classificació per punts
|   | Ciclista             | Equip             | Punts |
| - | -------------------- | ----------------- | ----- |
| 1 | Peter Sagan (SVK)    | Team Tinkoff-Saxo | 405   |
| 2 | André Greipel (GER)  | Lotto Soudal      | 316   |
| 3 | John Degenkolb (GER) | Etixx-Quick Step  | 264   |

### Classificació de la muntanya
|   | Ciclista                | Equip                 | Punts |
| - | ----------------------- | --------------------- | ----- |
| 1 | Chris Froome (GBR)      | Team Sky              | 61    |
| 2 | Joaquim Rodríguez (CAT) | Team Katusha          | 52    |
| 3 | Jakob Fuglsang (DEN)    | Astana Qazaqstan Team | 41    |

### Classificació del millor jove
|   | Ciclista             | Equip              | Temps       |
| - | -------------------- | ------------------ | ----------- |
| 1 | Nairo Quintana (COL) | Movistar Team      | 64h 50' 26" |
| 2 | Warren Barguil (FRA) | Team Giant-Alpecin | + 7' 53"    |
| 3 | Romain Bardet (FRA)  | AG2R La Mondiale   | + 10' 00"   |

### Classificació per equips
|    | Equip             | Temps        |
| -- | ----------------- | ------------ |
| 1r | Movistar Team     | 195h 23' 31" |
| 2n | MTN Qhubeka       | + 20' 50"    |
| 3r | Team Tinkoff-Saxo | + 29' 36"    |

## Abandonaments
- Greg Van Avermaet (BEL) (BMC Racing Team). No surt.[4]